# Puente de Tsūjun
El puente de Tsūjun (en japonés: 通潤橋) es un acueducto en Yamato, Kumamoto, Japón. Consiste en un puente de arco terminado en 1854 y tiene 84 m de largo. El arco se extiende 27,3 m. Es el mayor acueducto de piedra en Japón. 
La Agencia Japonesa para Asuntos Culturales ha designado el puente como «Propiedad Cultural Importante». 
Este puente demuestra un alto nivel de la tecnología para una puente de piedra en el momento de su construcción. Yasunosuke Futa (1801-1873), que era el jefe de la entonces aldea Yabe, previó y después finalizó, con la ayuda de un grupo de 41 técnicos de piedra y muchos agricultores, la construcción del puente en 1854.